# Kocs, Komárom-Esztergom
Kocs  este un sat în districtul Tata, județul Komárom-Esztergom, Ungaria, având o populație de 2.571 de locuitori (2011). 

## Demografie
Componența etnică a satului Kocs
     Maghiari (98,31%)
     Necunoscut (0,95%)
     Alții (0,73%)
Componența confesională a satului Kocs
     Reformați (45,7%)
     Romano-catolici (23,69%)
     Fără religie (9,72%)
     Atei (1,05%)
     Necunoscută (19,45%)
     Luterani (0,39%)
Conform recensământului din 2011, satul Kocs avea 2.571 de locuitori. Din punct de vedere etnic, majoritatea locuitorilor (98,31%) erau maghiari. Apartenența etnică nu este cunoscută în cazul a 0,95% din locuitori. Nu există o religie majoritară, locuitorii fiind reformați (45,7%), romano-catolici (23,69%), persoane fără religie (9,72%) și atei (1,05%). Pentru 19,45% din locuitori nu este cunoscută apartenența confesională.